# Chiesa di Gesù Nazareno (Roma)
La chiesa di Gesù Nazareno è una chiesa di Roma, nel rione Sant'Eustachio, in via dei Barbieri.
È una piccola chiesa anticamente chiamata de' Filonardi o del Crocifisso: fu dedicata anche alla Santissima Trinità e vi dimorarono in una casa annessa alcune terziarie di San Francesco d'Assisi. Il collegio dei barbieri, ai quali fu affidata la chiesa nel XVI secolo, la fece riedificare nel 1622 e  fu consacrata ai due santi medici Cosma e Damiano. La chiesa venne poi quasi completamente ricostruita negli anni 1722-1724. Dopo il 1870 fu sconsacrata, finché nel 1896 venne affidata all'Arciconfraternita di Gesù Nazareno, dalla quale prese il nome attuale.
All'interno della chiesa si può ammirare una Sant'Elena attribuita al Pomarancio, mentre nel vicino convento si trova una Santa Caterina d'Alessandria del Cavalier d'Arpino.
La chiesa è stata riaperta la notte di Natale 2012, dopo anni di lavoro di consolidamento e restauro.